# Sadnig
 El Sadnig, también llamado Alto Sadnig para distinguirlo de sus subpicos, el Vorsadnig ("Sadnig-Delantero"), Kleiner Sadnig ("Pequeño Sadnigh") y Mulleter Sadnig ("Mullet Sadnig"), es la montaña que da nombre a la subcadena conocida como el Grupo Sadnig, la parte sur del Grupo Goldberg, una cadena montañosa alpina en Austria . 
El nombre Sadnig se remonta a la palabra eslovena zadnji ("último" o "último").
El Sadnig se encuentra en el límite de Großfragant, Asten y Kolmitzen, tres valles laterales del valle del Möll. También es el tripunto de los municipios de Flattach, Mörtschach y Stall . 
El Vorsadnig es un subpico norte, de 2.696 metros de altura. El Kleiner Sadnig (2.626 m) se encuentra al este más allá de un collado no muy elevado. El Mulleter Sadnig (2.569 m) se encuentra al norte, separado del Alto Sadnig por el col de Sadnigscharte (2.484 m). Al oeste debajo de Sadnigscharte (lado de Asten) se encuentra el lago de montaña de Sadnigsee. Al este, debajo de Sadnigscharte, se eleva el Sadnigbach, que desemboca río abajo en Großfragantbach.
La escena final de la película Siete años en el Tíbet  fue filmada en la cumbre del Sadnig.
El Sadnig generalmente se sube desde el refugio de montaña Fraganter Schutzhaus en el valle Großfragant o la casa de huéspedes de Sadnighaus (un antiguo refugio del Alpine Club ) en el Asten, ambas rutas continúan a través del collado de Sadnigscharte . 